# دانکن هالدین
فردریک دانکن مایکل هالدین (انگلیسی: Frederick Duncan Michael Haldane؛ زاده ۱۴ سپتامبر ۱۹۵۱) یک فیزیک‌دان اهل بریتانیا است.
سال ۲۰۱۶ میلادی، دانکن هالدین به همراه دو فیزیکدان دیگر، دیوید جی تولس و جان مایکل کوسترلیتز؛ به عنوان برندگان جایزه نوبل فیزیک معرفی شدند.
آنان خواص «عجیبی» از ماده را کشف کرده بودند که به زعم کمیتهٔ نوبل «دری را به دنیایی ناشناخته» گشوده و طراحی مواد تازه را ممکن کرده‌است.